# Distretto di Surendranagar
Il distretto di Surendranagar è un distretto del Gujarat, in India, di 1 515 147 abitanti. Il suo capoluogo è Surendranagar.